# Leucania ezrani
Leucania ezrani là một loài bướm đêm trong họ Noctuidae.